# Doctor Who (14.ª temporada)
A 14.ª temporada da série de televisão de ficção científica britânica Doctor Who estreou em 11 de maio de 2024 com o episódio "Space Babies" e terminou em 22 de junho do mesmo ano com "Empire of Death". Esta é a quinta temporada comandada por Russell T Davies como roteirista principal e produtor executivo e sua primeira desde seu retorno ao programa, tendo trabalhado anteriormente na série entre 2005 a 2010. É a 14.ª temporada a ser exibida desde o retorno do programa em 2005 e a 40.ª temporada no geral. A temporada é referida em material de marketing promocional como a primeira temporada da atual era de produção, após a aquisição dos direitos de transmissão internacional de Doctor Who pela Disney+. A temporada foi anunciada junto com o retorno de Davies ao show para os episódios especiais de 60 anos da série em 2023 e "além".
A série é estrelada por Ncuti Gatwa como o Décimo quinto Doutor, uma nova encarnação do Doutor, um alienígena Senhor do Tempo que viaja através do tempo e do espaço em sua TARDIS, uma máquina do tempo que se assemelha a uma cabine telefônica policial britânica dos anos 1960 em seu exterior. O Décimo quinto Doutor foi introduzido no episódio "The Giggle" (2023) através de uma "bi-generação", na qual ele se separou de seu antecessor, o Décimo quarto Doutor (David Tennant), em vez de substituí-lo. A série também apresenta Millie Gibson como sua nova acompanhante, Ruby Sunday.
A temporada, que foi precedida por um episódio de Natal em 25 de dezembro de 2023, é composta por oito episódios, dirigidos por Dylan Holmes Williams, Mark Tonderai, Julie Anne Robinson, Ben Chessell e Jamie Donoughue. As filmagens começaram em dezembro de 2022 e foram concluídas em julho de 2023, com a produção passando do Roath Lock Studios para o Wolf Studios depois que a Bad Wolf se tornou coprodutora da série.

## Episódios
| Especial (2023) |   |                                                                    |                       |                             |                        |      |    |
| 304 | — | "The Church on Ruby Road" "A Igreja da Rua Ruby" (BR/PT)           | Mark Tonderai         | Russell T Davies            | 25 de dezembro de 2023 | 7,49 | 82 |
| Há 19 anos, uma mulher encapuzada abandona um bebê do lado de fora de uma igreja. Atualmente, essa criança, agora uma mulher chamada Ruby Sunday, está tentando encontrar seus pais biológicos usando um teste de DNA, mas sem sucesso. Depois de uma entrevista com Davina McCall, Ruby se vê repetidamente experimentando um azar anormal e se depara várias vezes com o Décimo quinto Doutor. Depois que sua mãe adotiva, Carla, adota outro bebê, Ruby testemunha duendes sequestrando-o e embarcando em seu navio voador e na tentativa de salvá-lo, Ruby encontra o Doutor mais uma vez. Mantidos em cativeiro pelos duendes, o Doutor revela que eles manipulam o tempo para causar o azar dela e se alimentar de coincidências - nomeadamente Ruby e o bebê fazendo aniversário na véspera de Natal. O Doutor e Ruby salvam o bebê de ser comido pelos duendes e a levam de volta para a casa de Carla. No entanto, coincidências que unem o Doutor e Ruby fazem com que os duendes viajem de volta no tempo e comam Ruby quando bebê. O Doutor usa a TARDIS para voltar no tempo também e salvar a Ruby bebê, destruindo os duendes e sua nave no processo. Voltando aos dias atuais, o Doutor se reencontra com Ruby mas vai embora na TARDIS. Porém, ela deduz que o ele é um viajante do tempo e decide acompanhá-lo. |   |                                                                    |                       |                             |                        |      |    |
| Temporada |   |                                                                    |                       |                             |                        |      |    |
| 305 | 1 | "Space Babies" "Bebês do Espaço" (BR) "Bebés Espaciais" (PT)       | Julie Anne Robinson   | Russell T Davies            | 11 de maio de 2024     | 4,01 | 75 |
| O Doutor leva Ruby para uma estação espacial no futuro que orbita outro planeta. Depois de descobrir um monstro nos conveses inferiores da estação, a dupla encontra uma tripulação de bebês falantes operando a nave nos níveis superiores. Depois de confundir o Doutor e Ruby com seus pais, a tripulação explica que eles estão sozinhos há seis anos, sob os cuidados de Ba-Ba, que na verdade é Jocelyn, a última membra da tripulação original que ficou para trás quando os outros membros receberam a ordem de abandonar a estação. O Doutor e Ruby investigam a criatura, apelidada de Bicho-Papão, e descobrem que ela foi cultivada geneticamente a partir de restos de muco dos bebês, assim como estes foram cultivados pela própria nave. Jocelyn tenta ejetar a criatura por uma câmara de descompressão, mas Ruby e o Doutor a impedem. Depois, o Doutor conserta a estação e permite que Jocelyn, os bebês e o Bicho-Papão sigam em direção à sua nova casa. Ele convida Ruby para acompanhá-lo oficialmente, mas avisa que nunca poderá levá-la de volta ao dia de seu nascimento. Em vez disso, Ruby pede para voltar para ver Carla e Cherry, enquanto o Doutor começa a escanear o DNA de Ruby. |   |                                                                    |                       |                             |                        |      |    |
| 306 | 2 | "The Devil's Chord" "O Som do Diabo" (BR) "O Acorde do Diabo" (PT) | Ben Chessell          | Russell T Davies            | 11 de maio de 2024     | 3,91 | 77 |
| Em 1925, um professor de música mostra ao seu aluno o "acorde do diabo", que invoca um ser chamado Maestro, que consome a alma dele. A pedido de Ruby, o Doutor a leva até 1963 para ver os Beatles gravarem sua primeira música no EMI Recording Studios. Eles descobrem por John Lennon e Paul McCartney que a banda, assim como o resto do mundo, perdeu o gosto pela música, o que o Doutor teme que altere o futuro da humanidade. Ele faz Ruby tocar uma música, chamando a atenção do Maestro, que está consumindo a música de todos os humanos. Após escapar dele, o Doutor leva Ruby ao seu presente, descobrindo que o mundo agora está sob um inverno nuclear. O Maestro aparece, revelando-se como filho do Toymaker, com poderes semelhantes em relação à música. Ele assume o controle da TARDIS, obrigando o Doutor a retornar aos estúdios em 1963. Lá, ele e Ruby tentam encontrar o acorde que banirá o Maestro, mas os dois ficam impotentes. John e Paul chegam para tocar o acorde que prende o Maestro, que avisa o Doutor sobre "Aquele que Espera". A música retorna ao mundo, e o Doutor e Ruby se envolvem em um número musical antes de partirem na TARDIS. |   |                                                                    |                       |                             |                        |      |    |
| 307 | 3 | "Boom" "Boom" (BR) "Bum" (PT)                                      | Julie Anne Robinson   | Steven Moffat               | 18 de maio de 2024     | 3,58 | 78 |
| Depois que a TARDIS pousa no planeta Kastarion 3, que está devastado por uma guerra, o Doutor acidentalmente pisa em uma mina terrestre, sendo forçado a permanecer em pé sobre ela para evitar o risco de ativá-la. Ruby e o Doutor conversam com uma recriação de IA de um soldado chamado John Francis Vater, que foi recentemente morto por uma "ambulância" devido ao seu tempo de recuperação ter sido considerado muito longo. Os equipamentos de guerra são fabricados pela Villengard, que controla seus produtos com um algoritmo que equilibra custo e lucro. A filha de Vater e mais tarde dois outros soldados chegam ao campo de batalha. Na confusão que se segue, Ruby é mortalmente ferida. O Doutor explica aos soldados que a guerra foi falsamente criada pelo algoritmo; não há inimigos e os soldados têm lutado contra o equipamento controlado pela Villengard, que inclui as minas terrestres. O Doutor envia a IA de Vater para a ambulância, que funciona como um vírus que domina o algoritmo, desativa a mina e faz a ambulância reviver Ruby. Com o fim do conflito em Kastarion 3, o Doutor e Ruby partem. |   |                                                                    |                       |                             |                        |      |    |
| 308 | 4 | "73 Yards" "73 Jardas" (BR/PT)                                     | Dylan Holmes Williams | Russell T Davies            | 25 de maio de 2024     | 4,06 | 77 |
| Depois de pousar em Gales, o Doutor acidentalmente quebra um círculo de fadas contendo mensagens mencionando alguém chamado "Mad Jack", antes de desaparecer repentinamente. Ruby começa a ser seguida por uma mulher misteriosa que, embora pareça imóvel, mantém uma distância constante de 73 jardas dela. Qualquer um que se aproxime da mulher foge dela e de Ruby com medo. Os anos passam, com Ruby tentando manter uma vida normal enquanto ainda é seguida. Em 2046, Ruby ouve um discurso de campanha de Roger ap Gwilliam (o qual o Doutor havia explicado anteriormente que causaria uma destruição nuclear após se tornar primeiro-ministro), no qual Roger se autodenomina "Mad Jack". Infiltrando-se na equipe eleitoral dele, Ruby consegue posicionar a mulher ao lado de Roger, fazendo com que ele renuncie ao cargo com medo. Mais de 40 anos depois, Ruby, já idosa, é abordada pela mulher, antes de ser enviada de volta no tempo. Agora no lugar da mulher, a Ruby mais velha é capaz de influenciar seu eu mais jovem a impedir que o Doutor quebre o círculo de fadas, evitando seu desaparecimento. |   |                                                                    |                       |                             |                        |      |    |
| 309 | 5 | "Dot and Bubble" "Ponto e Bolha" (BR) "Dot e Bubble" (PT)          | Dylan Holmes Williams | Russell T Davies            | 1 de junho de 2024     | 3,38 | 77 |
| Lindy Pepper-Bean é uma cidadã de Finetime, uma comunidade de jovens ricos em um mundo alienígena colonizado em uma cidade cercada por uma imensa bolha por perigosas "florestas selvagens". As pessoas de Finetime vivenciam a vida por meio de uma interface de mídia social em forma de bolha, gerenciada por esferas metálicas individuais chamadas "Pontos". Lindy percebe o desaparecimento de vários de seus amigos e o Doutor e Ruby aparecem em sua bolha, alertando-a sobre um perigo extremo. Ao desligar seu equipamento, Lindy vê criaturas gigantes parecidas com lesmas comendo os residentes. O Doutor e Ruby instruem Lindy a escapar da cidade por um canal, e no caminho ela conhece outro residente, Ricky September. O Doutor percebe que os Pontos se tornaram sencientes e criaram as lesmas para destruir os colonos, matando-os em ordem alfabética, com base no sobrenome. Quando September e Lindy são encurralados pelo Ponto desta, ela trai September, revelando seu sobrenome verdadeiro, Coombes, que é morto em seu lugar, permitindo que ela escape. Lindy se junta a um pequeno grupo de sobreviventes que recusam a oferta de ajuda do Doutor por preconceito e optam por se arriscarem na floresta selvagem. |   |                                                                    |                       |                             |                        |      |    |
| 310 | 6 | "Rogue" "Ladino" (BR) "Rogue" (PT)                                 | Ben Chessell          | Kate Herron e Briony Redman | 8 de junho de 2024     | 3,52 | 77 |
| O Doutor e Ruby chegam à Inglaterra em 1813 e participam de uma festa chique. Enquanto Ruby passa seu tempo com Emily, uma das convidadas, o Doutor descobre uma interferência sonar próxima e encontra Ladino, um caçador de recompensas do futuro rastreando um Chuldur, um metamorfo que assume a forma de suas vítimas como uma forma de cosplay, que ele planeja capturar e transportar para o futuro. Apesar de Ladino inicialmente pensar que o Doutor é o metamorfo, ele se prova inocente e os dois desenvolvem um romance. Eles dançam na festa e Ladino propõe um anel ao Doutor, mas ele foge; isso chama a atenção de quatro Chuldurs na festa. O Doutor usa a armadilha de Ladino para pegar os Chuldur, mas isso também prende Ruby, que descobriu que Emily também era uma deles. O Doutor hesita em ativar o transporte da armadilha, mas Ladino o beija e agarra o dispositivo, trocando de lugar com Ruby na armadilha antes de ativar o transporte. O Doutor, de coração partido, é consolado por Ruby e, antes de irem embora, ele segura o anel de Ladino e olha para as estrelas com um sorriso. |   |                                                                    |                       |                             |                        |      |    |
| 311a | 7 | "The Legend of Ruby Sunday" "A Lenda de Ruby Sunday" (BR/PT)       | Jamie Donoughue       | Russell T Davies            | 15 de junho de 2024    | 3,50 | 81 |
| O Doutor e Ruby vão para a sede da UNIT para tentarem identificar a mulher misteriosa que aparece em todos os lugares que o Doutor vai. Acontece que eles já a encontraram; ela é Susan Triad, uma empreendedora de tecnologia em que Mel Bush se infiltrou em sua equipe de mídia. Enquanto isso, porém, o Doutor quer saber quem é a mãe de Ruby. Usando imagens de uma câmera de segurança e uma janela do tempo na UNIT, o Doutor e Ruby são capazes de se transportar para a memória anterior dele ao salvar a bebê Ruby, mas não conseguem identificar a mulher antes que uma fera estranha apareça e mate um oficial. Enquanto a UNIT tenta descobrir se a fera estava na memória ou nos dias atuais, o Doutor vai ao encontro de Susan, e ao conhecê-la, descobre que ela sonhou com suas experiências em outros lugares. Antes que possa descobrir mais, a fera reaparece na UNIT e envolve a TARDIS, transformando-se em uma criatura parecida com um cachorro que se revela como Sutekh, o deus da morte, sendo um anagrama do nome da empresa de Susan. |   |                                                                    |                       |                             |                        |      |    |
| 311b | 8 | "Empire of Death" "Império da Morte" (BR/PT)                       | Jamie Donoughue       | Russell T Davies            | 22 de junho de 2024    | 3,69 | 80 |
| Sutekh revela que esperou ao redor da TARDIS desde o primeiro encontro dele com o Doutor e deixou uma encarnação de Susan Triad em todos os lugares em que ele pousou desde então. Essas versões criam uma tempestade de poeira que mata quase toda a vida no universo em todos os períodos de tempo, embora o Doutor, Mel e Ruby consigam escapar com uma "TARDIS de memória" gerada pela Janela do Tempo. O trio percebe que Sutekh também não conseguiu identificar a mãe de Ruby e vai a um banco de DNA em 2046 esperando que essa anomalia leve à derrota do deus. Depois de encontrar o nome da mãe de Ruby, Sutekh canaliza seu poder para matar Mel e usa a TARDIS do Doutor para trazê-los de volta a 2024. Ruby e o Doutor enganam Sutekh, roubando de volta a TARDIS e o arrastam por todo o tempo e espaço, trazendo a morte para ele mesmo em todos os lugares que ele e o Doutor visitaram, revertendo as tempestades de poeira e trazendo todos de volta à vida. O Doutor então lança Sutekh no vórtice do tempo para matá-lo. A UNIT finalmente encontra a mãe de Ruby, uma enfermeira chamada Louise, que fugiu de casa quando engravidou aos 15 anos. As anomalias em torno da herança de Ruby eram um subproduto da crença de todos nela como um mistério. Ruby se reencontra com Louise e a leva para conhecer sua família adotiva. O Doutor insiste que ela fique na Terra para conhecer sua família, e os dois se despedem antes de ele partir. |   |                                                                    |                       |                             |                        |      |    |

## Escolha do elenco

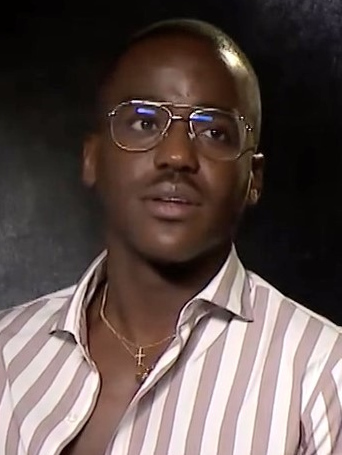
Ncuti Gatwa (2019) aparece em sua primeira temporada como o Décimo quinto Doutor.

Em julho de 2021, Jodie Whittaker anunciou sua intenção de deixar o programa como a Décima terceira Doutora após a 13.ª temporada e os três especiais associados, que seriam exibidos em 2022. Mandip Gill e John Bishop que interpretaram Yasmin Khan e Dan Lewis, declararam mais tarde que eles não tinham certeza se continuariam na série após os especiais de 2022, mas Gill confirmou sua saída do programa em 3 de maio de 2022. Davies confirmou que as audições para a 14.ª temporada começariam no final de 2021.
Em 8 de maio de 2022, Ncuti Gatwa foi anunciado como o sucessor de Jodie Whittaker como protagonista do programa, e muitas notícias, incluindo da própria BBC, afirmaram que ele interpretaria o Décimo quarto Doutor e que a Doutora de Whittaker se regeneraria em uma encarnação retratada por Gatwa. O diretor de elenco Andy Pryor ajudou na escalação dele. Após a aparição final de Whittaker, ela se regenerou em uma forma aparentemente idêntica à do Décimo Doutor. Este personagem, interpretado por David Tennant, foi confirmado como sendo o Décimo quarto Doutor, com esclarecimento posterior de que Gatwa na verdade retrataria o Décimo quinto Doutor. As audições para a próxima acompanhante do personagem ocorreram em 24 de setembro de 2022. Em 18 de novembro do mesmo ano, durante o Children in Need, Millie Gibson foi anunciada como a nova companheira do Doutor, Ruby Sunday.
Em 9 de janeiro de 2023, a BBC anunciou que Aneurin Barnard apareceria como o misterioso Roger ap Gwilliam, e que Jemma Redgrave reprisaria seu papel como Kate Stewart. Em 20 de janeiro, novos anúncios de elenco da BBC revelaram que Anita Dobson e Michelle Greenidge apareceriam como Sra. Flood e Carla Sunday. Em 3 de abril, foi anunciado que Jinkx Monsoon desempenharia um papel antagônico importante na temporada.  Em 5 de maio, também foi anunciado que Jonathan Groff desempenharia um papel fundamental. Em 24 de maio, a empresa anunciou também que Indira Varma (que anteriormente interpretou Suzie Costello em Torchwood) se juntaria ao elenco para interpretar A Duquesa. Em 7 de junho, Bonnie Langford foi anunciada para reprisar seu papel como Mel Bush na série. Uma semana depois, em 15 de junho, Lenny Rush também foi anunciado para interpretar um personagem "misterioso" chamado Morris. Alexander Devrient repetiu seu papel como o Coronel Christopher Ibrahim.  Em 25 de dezembro, a BBC revelou que Yasmin Finney repetiria seu papel como Rose Noble.

## Produção

### Desenvolvimento
Em maio de 2017, foi anunciado que devido aos termos de um acordo entre a BBC Worldwide e SMG Pictures na China, a empresa teria direito de preferência na compra para o mercado chinês de futuras temporadas do programa até pelo menos a 15.ª temporada. Em outubro de 2019, foi feito um acordo entre a HBO Max e a BBC para mais duas temporadas de Doctor Who, incluindo a 13.ª e a 14ª temporada.
Em 29 de julho de 2021, a BBC anunciou que Chris Chibnall, que atuava como produtor executivo e showrunner desde 2018, deixaria a série após três episódios especiais em 2022. No comunicado de imprensa da BBC, Chibnall é citado como tendo dito: "Desejo aos nossos sucessores - quem quer que a BBC e a BBC Studios escolham - tanta diversão quanto nós tivemos. Eles vão se divertir!" A nova temporada foi citada pela primeira vez por Piers Wenger em 25 de agosto de 2021, quando ele disse que uma mudança futura para Doctor Who seria "radical".
Em 24 de setembro de 2021, a BBC anunciou que Russell T Davies retornaria a Doctor Who como showrunner, depois de ter atuado neste cargo entre 2005 a 2010, começando a partir dos especiais de 60 anos do programa em 2023 e "além". Davies foi acompanhado pela produtora Bad Wolf, que foi fundada pela ex-produtora executiva de Doctor Who, Julie Gardner, e pela ex-chefe de drama da BBC, Jane Tranter. Em outubro do mesmo, foi anunciado que a  Sony iria adquirir a maioria da Bad Wolf. O estúdio também assumiu o controle criativo da série a partir dos especiais de 60 anos, permitindo que a BBC Studios se concentrassem em estabelecer Doctor Who como uma marca global.
Phil Collinson voltou ao programa como produtor, tendo produzido episódios anteriormente de 2005 a 2008. Em janeiro de 2022, de acordo com o currículo da produtora Vicki Delow, afirmava que a 14.ª temporada estava "atualmente em produção"; Davies confirmou em março de 2022 que a produção havia começado no Bad Wolf Studios em Cardiff. William Oswald atuou como editor, tendo retornado a Doctor Who pela primeira vez desde "Twice Upon a Time" (2017).
Em novembro de 2023, Davies referiu-se à décima quarta série como a "primeira temporada" na SFX 372. Isso foi semelhante ao que aconteceu com a 5.ª temporada em 2010, onde a Doctor Who Magazine relatou que a série seria produzida e comercializada como a "primeira temporada", e onde o então showrunner Steven Moffat chamou a temporada tanto de "primeira" como "trigésima primeira". O título do especial de Natal e a data oficial de exibição foram anunciados por meio de um comunicado de imprensa da Disney+ em 5 de novembro de 2023.
Em dezembro de 2023, Gatwa comentou que foi repreendido por usar palavrões enquanto estava vestido como o Doutor, e que o público mais jovem de Doctor Who contrastava com o que ele havia se acostumado em seu papel anterior em Sex Education.

### Roteiro
O ex-showrunner da série, Steven Moffat, comentou em dezembro de 2021 que havia conversado com Davies sobre seus planos para a série. No mesmo mês, Davies confirmou que já havia escrito alguns episódios, e em novembro de 2022, ele foi citado na Doctor Who Magazine como tendo escrito mais um episódio especial fora dos especiais do aniversário de 60 anos. Em dezembro de 2022, Davies afirmou ainda que a temporadaa consistiria em oito episódios, a serem seguidos por mais um especial festivo. Em 12 de fevereiro de 2023, Davies foi citado no programa de Michael Ball na BBC Radio 2 afirmando que o quarto episódio foi "uma das melhores coisas que já fiz na minha vida". Em 24 de outubro de 2023, Kate Herron e Briony Redman foram anunciadas como co-roteiristas de um episódio, com ele sendo dirigido por Ben Chessell.

### Filmagens
As filmagens da temporada marcaram uma mudança no local do estúdio, com o Bad Wolf Studios substituindo o Roath Lock Studios como empresa de filmagens internas, onde a série era filmada desde 2012. Essa mudança ocorreu pois a Bad Wolf foi definida para coproduzir a série junto com a BBC deste ponto em diante. A Bad Wolf solicitou ainda uma nova empresa subsidiária, também dirigida por Gardner, chamada "Whoniverse1 LTD".
A pré-produção da série começou em 26 de setembro de 2022, e as filmagens começaram em 5 de dezembro. Dylan Holmes Williams dirigiu o primeiro bloco de produção, composto pelo quarto e quinto episódios. Mark Tonderai dirigiu o segundo bloco, composto pelo especial de Natal de 2023, tendo dirigido anteriormente os episódios "The Ghost Monument" e "Rosa" da 11.ª temporada em 2018. Julie Anne Robinson dirigiu o terceiro bloco, composto pelo primeiro e terceiro episódios. Ben Chessell dirigiu o quarto bloco, composto pelo segundo e sexto episódios. Jamie Donoughue dirigiu o quinto bloco de produção, que consistiu no sétimo e oitavo episódios.
As filmagens foram concluídas em 14 de julho de 2023.
Os blocos de produção são organizados da seguinte forma:
| Bloco | Episódio(s)                                  | Diretor(a)            | Roteirista(s)               | Produtor(a) |
| ----- | -------------------------------------------- | --------------------- | --------------------------- | ----------- |
| 1     | Episódio 4: "73 Yards"                       | Dylan Holmes Williams | Russell T Davies            | Vicki Delow |
| 1     | Episódio 5: "Dot and Bubble"                 | Dylan Holmes Williams | Russell T Davies            | Vicki Delow |
| 2     | Especial de Natal: "The Church on Ruby Road" | Mark Tonderai         | Russell T Davies            | Chris May   |
| 3     | Episódio 1: "Space Babies"                   | Julie Anne Robinson   | Russell T Davies            | Vicki Delow |
| 3     | Episódio 3: "Boom"                           | Julie Anne Robinson   | Steven Moffat               | Vicki Delow |
| 4     | Episódio 2: "The Devil's Chord"              | Ben Chessell          | Russell T Davies            | Chris May   |
| 4     | Episódio 6: "Rogue"                          | Ben Chessell          | Kate Herron e Briony Redman | Chris May   |
| 5     | Episódio 7: "The Legend of Ruby Sunday"      | Jamie Donoughue       | Russell T Davies            | Vicki Delow |
| 5     | Episódio 8: "Empire of Death"                | Jamie Donoughue       | Russell T Davies            | Vicki Delow |

### Música
Em 24 de abril de 2023, a BBC anunciou que Murray Gold retornaria como compositor para os especiais de 2023 e para a 14.ª temporada. As músicas-tema do Décimo quinto Doutor e Ruby Sunday, intituladas "Fifteen" e "The Life of Sunday", respectivamente, estrearam na BBC Radio 2 em 12 de outubro de 2023, como parte de Doctor Who @60: A Musical Celebration.

## Lançamento

### Promoção
O primeiro teaser trailer foi exibido na BBC One após a transmissão de "The Church on Ruby Road".

### Transmissão
A 14.ª temporada foi precedida por três especiais que foram ao ar em novembro de 2023, marcando o retorno de Davies e o aniversário de 60 anos do programa. O primeiro episódio completo de Gatwa foi o especial de Natal de 2023, "The Church on Ruby Road", lançado em 25 de dezembro, enquanto o restante da temporada será transmitida em maio de 2024.
A temporada será lançada internacionalmente no Disney+; a BBC e a Disney Branded Television estavam em negociações sobre a parceria em julho de 2022, e foi anunciada formalmente em outubro daquele ano.

## Mídias domésticas

### Home video
| Temporada | História n.º | Nome do episódio                                                       | Número e duração dos episódios | Data de lançamento na R2      | Data de lançamento na R4 | Data de lançamento na R1 |
| --------- | ------------ | ---------------------------------------------------------------------- | ------------------------------ | ----------------------------- | ------------------------ | ------------------------ |
| 14        | 304          | Doctor Who: "The Church on Ruby Road"                                  | 1 × 55 min.                    | 12 de fevereiro de 2024 (D,B) | —                        | —                        |
| 14        | 304–311      | Doctor Who : "Season 1" (inclui "The Church on Ruby Road" na Região 2) | 2 × 55 min. 7 × 45 min.        | 12 de agosto de 2024 (D,B)    | —                        | —                        |

### Romantizações
| Temporada | História n.º | Título do romance       | Autor                       | Lançamento em capa dura | Lançamento em brochura | Lançamento em audiolivro |
| --------- | ------------ | ----------------------- | --------------------------- | ----------------------- | ---------------------- | ------------------------ |
| 14        | 304          | The Church on Ruby Road | Esmie Jikiemi-Pearson       | 25 de janeiro de 2024   | 8 de agosto de 2024    | 25 de janeiro de 2024    |
| 14        | 305          | Space Babies            | Alison Rumfitt              | —                       | 8 de agosto de 2024    | 8 de agosto de 2024      |
| 14        | 308          | 73 Yards                | Scott Handcock              | —                       | 8 de agosto de 2024    | 8 de agosto de 2024      |
| 14        | 310          | Rogue                   | Kate Herron e Briony Redman | —                       | 8 de agosto de 2024    | 8 de agosto de 2024      |
| 14        | 311          | Empire of Death         | Scott Handcock              | —                       | 10 de julho de 2025    | 10 de julho de 2025      |

## Recepção

### Visualizações
| N.º | Título                      | Data de transmissão    | Visualizações noturnas | Visualizações consolidadas | Visualizações consolidadas | Total de espectadores (milhões) | AI | Refs                    |
| N.º | Título                      | Data de transmissão    | Espectadores (milhões) | Espectadores (milhões)     | Posição                    | Total de espectadores (milhões) | AI | Refs                    |
| --- | --------------------------- | ---------------------- | ---------------------- | -------------------------- | -------------------------- | ------------------------------- | -- | ----------------------- |
| —   | "The Church on Ruby Road"   | 25 de dezembro de 2023 | 4,73                   | 2,76                       | 3.º                        | 7,49                            | 82 | [ 3 ] [ 120 ]           |
| 1   | "Space Babies"              | 11 de maio de 2024     | 2,60                   | 1,41                       | 10.º                       | 4,01                            | 75 | [ 121 ] [ 122 ]         |
| 2   | "The Devil's Chord"         | 11 de maio de 2024     | 2,42                   | 1,49                       | 12.º                       | 3,91                            | 77 | [ 121 ] [ 122 ]         |
| 3   | "Boom"                      | 18 de maio de 2024     | 2,04                   | 1,54                       | 18.º                       | 3,58                            | 78 | [ 123 ] [ 122 ]         |
| 4   | "73 Yards"                  | 25 de maio de 2024     | 2,62                   | 1,44                       | 12.º                       | 4,06                            | 77 | [ 124 ] [ 122 ]         |
| 5   | "Dot and Bubble"            | 1 de junho de 2024     | 2,12                   | 1,26                       | 24.º                       | 3,38                            | 77 | [ 125 ] [ 126 ] [ 122 ] |
| 6   | "Rogue"                     | 8 de junho de 2024     | 2,11                   | 1,41                       | 14.º                       | 3,52                            | 77 | [ 127 ] [ 122 ]         |
| 7   | "The Legend of Ruby Sunday" | 15 de junho de 2024    | 2,02                   | 1,48                       | 19.º                       | 3,50                            | 81 | [ 128 ] [ 122 ]         |
| 8   | "Empire of Death"           | 22 de junho de 2024    | 2,25                   | 1,44                       | 18.º                       | 3,69                            | 80 | [ 129 ] [ 122 ]         |